# Шпрингер, Исидор
Исидор Шпрингер (23 июля 1912, Антверпен — 27 декабря 1942, Лион) — советский разведчик, участник сети резидентур Красная капелла. Оперативные псевдонимы: Ромео, Верлен, Вальтер ван Флит, Фред, Сабор.

## Биография
Родился 23 июля 1912 года в Антверпене в семье Симона Шпрингера и Ирмы Кюлингер.
Исидор Шпрингер происходил из семьи польских евреев. Он был членом коммунистической партии Бельгии и участником гражданской войны в Испании в составе интербригад. Женился на Флоре Ван Флит. В 1940 году он уже находился в Бельгии и активно сотрудничал с группой Анатолия Гуревича (оперативный псевдоним Кент). Главные его обязанности состояли в вербовке новых членов разведгруппы и обеспечении курьерской связи между Анатолием Гуревичем в Брюсселе и Леопольдом Треппером в Париже.
Из воспоминании Леопольда Треппера

В лице Исидора Шпрингера бельгийская группа приобрела выдающегося сотрудника. С ним я познакомился ещё в тридцатых годах, когда, будучи активистом палестинской организации 'Хашомер хацаир', приезжал в Брюссель, чтобы выступать там с докладами. Несколько раз, не соглашаясь со мной, он громко прерывал меня репликами с места. Позже он стал членом Компартии Бельгии и вступил добровольцем в Интернациональную бригаду. Недюжинная храбрость Исидора Шпрингера производила сильное впечатление на его товарищей по оружию, которые, казалось бы, и сами привыкли ежедневно смотреть смерти в лицо.
Как тяжелую личную драму воспринял этот боец-антифашист подписание советско-германского пакта. В 1940 году он офицер бельгийской армии. Как только нам удается связаться с ним, он тут же без колебаний изъявляет готовность работать на нас и с помощью своей жены Флоры Велертс буквально превосходит самого себя. Шпрингер создает собственную сеть техников и информаторов из офицеров, знакомых ему по войне. Их компетентность крайне полезна в деле оценки поступающих материалов. Сам он по образованию инженер-химик. Из его людей, связанных с промышленностью, надо назвать Жака Гунцига (Долли), коммуниста с 1932 года, участника гражданской войны в Испании, где он познакомился с Андре Марти. В конце 1940 года Гунциг начинает формировать диверсионные группы. И он, и его жена Рашель снабжают Шпрингера сведениями о работе военных заводов..

В 1940 и 1941 годах Шпрингер торговал бриллиантами в Брюсселе. После ареста Михаила Макарова в декабре 1941 года бежал в Париж вместе с Анатолием Гуревичем, после чего был направлен в Лион, где создал разведгруппу и попытался, но безуспешно, установить радиосвязь с Москвой. В число агентов, составлявших его группу, входили его жена Флора ван Флит, Жермена Шнайдер, Отто Шумахер, Иосиф Кац и Жак Блюмсак.
Шпрингер был арестован 16 декабря 1942 года, а 27 декабря покончил жизнь самоубийством, выбросившись с третьего этажа тюрьмы. Его жена была гильотинирована в Берлине.